# Henri Laurens
Ne doit pas être confondu avec Henry Laurens.
Pour les articles homonymes, voir Laurens.
Henri Laurens, né le 18 février 1885 à Paris où il est mort le 5 mai 1954, est un sculpteur, peintre, dessinateur et graveur cubiste français.

## Biographie
D’abord tailleur de pierre, Henri Laurens devient artisan sculpteur. En 1899, il étudie le dessin et l'influence d'Auguste Rodin est perceptible. Éprouvé par une tuberculose osseuse qui le touche en 1902, Henri Laurens se fait amputer d'une jambe sept ans plus tard.
Par la suite, il est attiré par le groupe des artistes à Montparnasse et à partir de 1911, il commence à sculpter dans le style cubiste. Ami de Juan Gris et de Pablo Picasso, qui reconnaîtra son influence, il influence aussi Georges Braque qui le considère comme un frère.
« La sculpture de Laurens est pour moi, plus que toute autre, une véritable projection de lui-même dans l'espace, un peu comme une ombre à trois dimensions. Sa manière même de respirer, de toucher, de sentir, de penser devient objet, devient sculpture », déclare Alberto Giacometti en janvier 1945.
Graveur, Laurens a produit à partir de 1917 des eaux-fortes, des pointes sèches, des gravures sur bois, ainsi que des lithographies, à partir des années 1950. De nombreux ouvrages sont illustrés à partir de ses bois.
Il est enterré à Paris au cimetière du Montparnasse. Sa tombe est décorée de l’une de ses œuvres, La Douleur.

## Œuvres

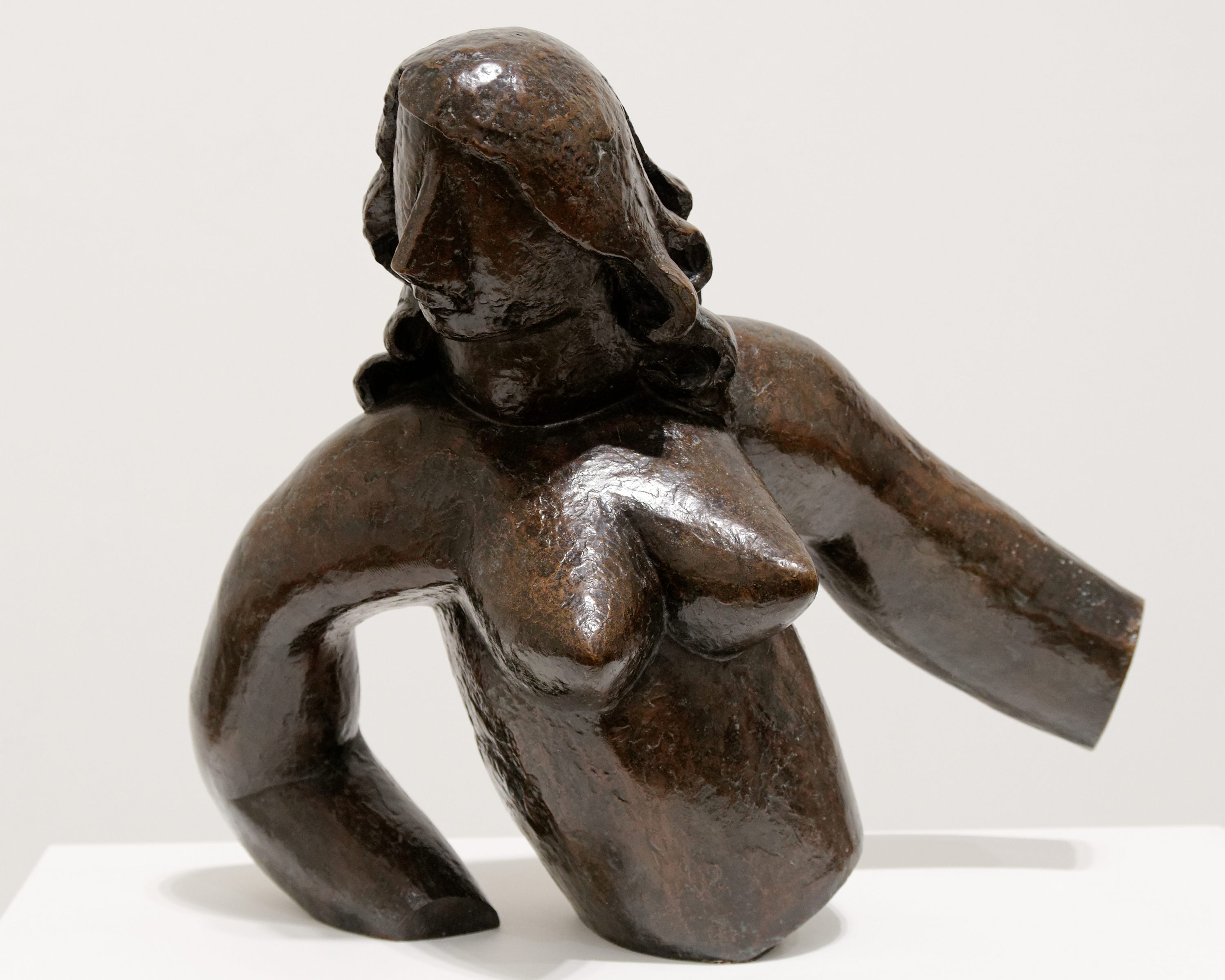
Baigneuse (fragment, 1938), Londres, Tate Modern.

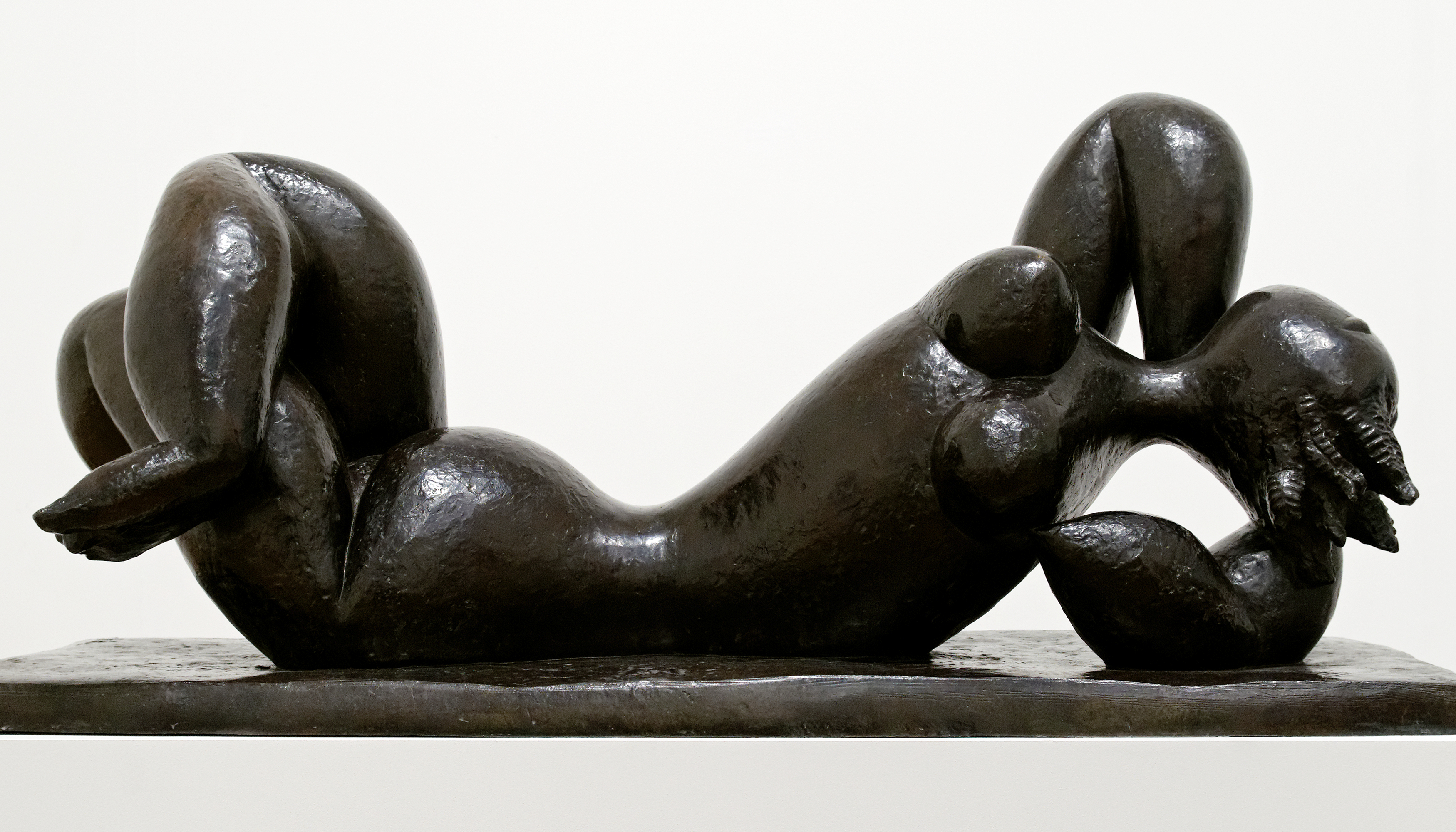
L'Automne (1948), Londres, Tate Modern.

- 1914-1918 : La Guitare, Cologne, musée Ludwig.
- 1915 : Le Clown, bois polychrome, hauteur 53 cm, Stockholm, Moderna Museet[4].
- 1918 :
  - Guitare, verre et pipe, Cologne, musée Ludwig ;
  - Compotier aux raisins, métal et bois polychrome, hauteur 68 cm, collection de M. et Mme Claude Laurens[4] ;
  - Bouteille et verre, tôle et bois polychromes, Paris, musée national d'art moderne.
- 1918-1919 : Tête, pierre polychrome, Paris, musée national d'art moderne.
- 1920 : La Guitare, Bielefeld, Kunsthalle.
- 1921 :
  - Femme à l'éventail, terre cuite, 41 × 33 cm, collection particulière[5] ;
  - Femme à l'éventail, bronze, Copenhague, Statens Museum for Kunst.
- 1922 : Panier de fruits, terre cuite polychrome, 27 × 38 cm, Paris, musée national d'art moderne[6].
- 1924 : Tombe de Louis Tachard, calcaire, 105 × 250 × 200 cm, Paris, cimetière du Montparnasse[7] ;
- 1927 : Femme allongée, bronze, Copenhague, Statens Museum for Kunst.
- 1931: Femme assise, musée des beaux-arts de Lyon.
- 1932 : Grande Maternité, bronze, Martigny, Fondation Pierre Gianadda, parc de sculptures.
- 1933 : Baigneuse, ou La Vague, bronze, Copenhague, Statens Museum for Kunst.
- 1938 : La Grande Musicienne, Rotterdam.
- vers 1940 : Petite métamorphose, plâtre, Pinacothèque nationale d'Athènes[8].
- 1940-1941 : L'Adieu, Cologne, musée Ludwig.
- 1944 : l'Aurore, musée des beaux-arts de Lyon.
- 1946-1947 : Bouteille de rhum, bois et tôle polychromes, musée de Grenoble.
- 1948 : L'Automne, Paris, musée national d'art moderne.

### Iconographie
- Reportage à l'atelier du peintre en juillet 1947, par Yvonne Chevalier, dont trois portraits, lieu de conservation Centre Georges Pompidou
- Henri Laurens, reportage effectué à l'occasion du vernissage de l'exposition de l'artiste, du 9 mai au 17 juin 1951, dont des vues du dîner avec Fernand Léger, Calder, Georges Braque soit 9 tirages originaux noir et blanc, par Yvonne Chevalier (1899-1982), lieu de conservation Centre Georges Pompidou